# Kuroki Tamemoto
Kuroki Tamemoto (黒木為楨?  Satsuma, 3 de mayo de 1844-Tokio, 3 de febrero de 1923) fue un general del Ejército Imperial de Japón, que se desempeñó como jefe del Primer Ejército japonés durante la guerra ruso-japonesa y obtuvo una serie de victorias en la batalla del río Yalu, la de Liaoyang, la del río Sha-ho y en la de Mukden.

## Primeros años
Kuroki fue hijo de un samurái del dominio de Satsuma, al sur de Kyūshū (actual prefectura de Kagoshima); peleó junto al clan Shimazu contra las fuerzas del shogunato Tokugawa en la Guerra Boshin durante la Restauración Meiji. En 1871, se enroló con el rango de capitán en el recién creado Ejército Imperial Japonés, y en sólo cuatro años, fue promovido a teniente coronel.
Durante la Rebelión de Satsuma de 1877, comandó un regimiento contra su propio clan, y 17 años después,  como general de división, comandó la Sexta División en la primera guerra sino-japonesa (1894-1895), donde tomó parte en la batalla de Weihaiwei.

## Guerra ruso-japonesa

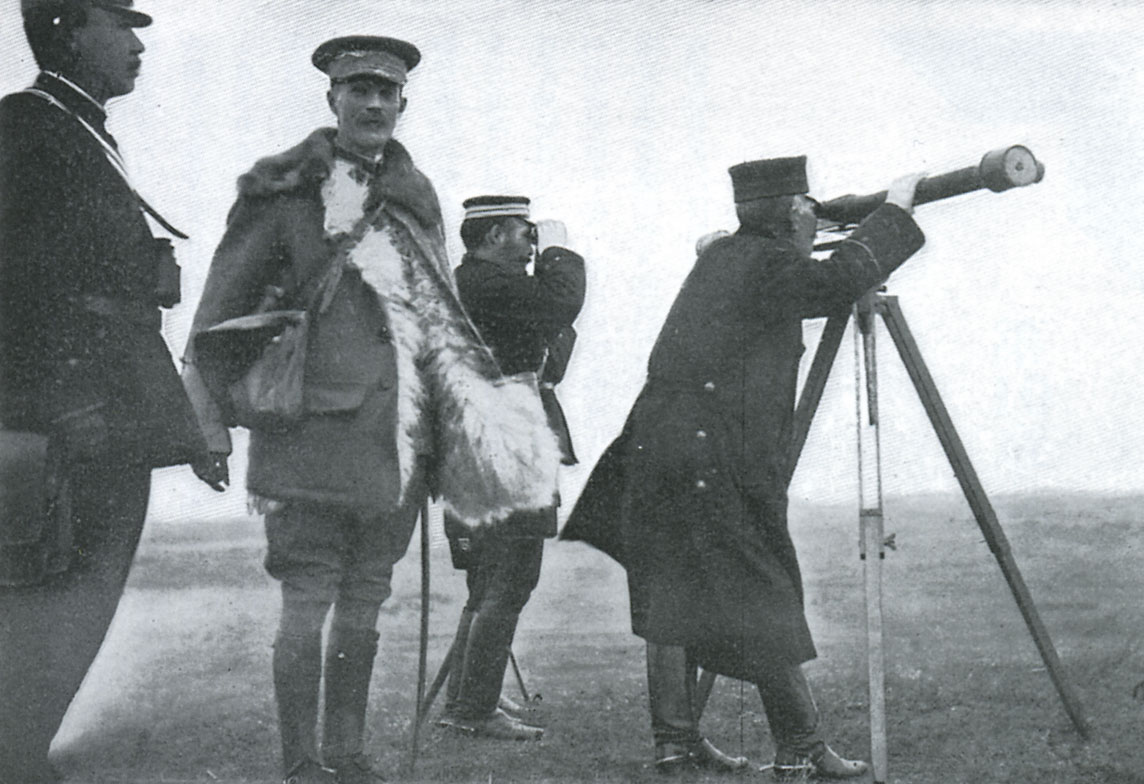
El general Kuroki y el oficial británico sir Ian Hamilton en la guerra ruso-japonesa.

Promovido al grado de general de ejército en 1903, Kuroki fue designado jefe del Primer Ejército japonés poco antes de estallar la guerra ruso-japonesa al año siguiente. Después de desembarcar sus hombres en la ciudad coreana de Chemulpo, cerca de Seúl, a mediados de febrero, Kuroki avanzó al norte y venció a una pequeña fuerza rusa en la batalla del río Yalu, librada entre el 30 de abril y el 1 de mayo de 1904. Luego mandó el flanco izquierdo durante la batalla de Liaoyang y pudo repeler un ataque desorganizado de los rusos entre el 25 de agosto y el 3 de septiembre del mismo año.
En la batalla del río Sha-ho, las fuerzas de Kuroki se defendieron exitosamente de la ofensiva rusa dirigida por el general Alekséi Kuropatkin]], entre el 5 y el 17 de octubre. Posteriormente Kuroki mandó el flanco derecho nipón en la batalla de Mukden, disputada entre el 21 de febrero y el 10 de marzo de 1905.

## Últimos años
A pesar de su exitosa carrera militar, Kuroki fue uno de los dos comandantes principales que no fueron ascendidos a mariscal de campo, principalmente por ser originario de Satsuma, ya que en ese momento el gobierno estaba dominado por miembros de Chōshū, rivales de Satsuma; aunque también existen razones de política interna dentro del Ejército Imperial de Japón en ese momento.
Se retiró del servicio militar en 1909, y fue incluido en el sistema japonés de nobleza (kazoku) recibiendo los títulos de danshaku (barón) y posteriormente de hakushaku (conde) en reconocimiento de su labor prestada en la guerra. Fue miembro del Consejo Privado desde 1917 hasta su muerte en 1923.